# Viola Bauer
Viola Bauer (Annaberg-Buchholz, 13 dicembre 1976) è un'ex fondista tedesca, vincitrice di varie medaglie olimpiche e iridate.
È moglie di Lefteris Fafalis, a sua volta fondista di alto livello.

## Biografia

### Carriera sciistica
In Coppa del Mondo debuttò il 27 dicembre 1998 a Garmisch-Partenkirchen (9ª), ottenne il primo podio il 10 marzo 2002 a Falun (3ª) e la prima vittoria il 19 gennaio 2003 a Nové Město na Moravě.
In carriera prese parte a due edizioni dei Giochi olimpici invernali, Salt Lake City 2002 (10ª nella 10 km, 6ª nella 30 km, 3ª nell'inseguimento, 1ª nella staffetta) e Torino 2006 (10ª nella 10 km, 5ª nella sprint a squadre, 2ª nella staffetta), e a cinque dei Campionati mondiali, vincendo tre medaglie.

### Altre attività
Dopo il ritiro ha collaborato come commentatrice sportiva con la rete televisiva Eurosport.

## Palmarès

### Olimpiadi
- 3 medaglie:
  - 1 oro (staffetta a Salt Lake City 2002)
  - 1 argento (staffetta a Torino 2006)
  - 1 bronzo (inseguimento a Salt Lake City 2002)

### Mondiali
- 3 medaglie:
  - 1 oro (staffetta a Val di Fiemme 2003)
  - 1 argento (staffetta a Sapporo 2007)
  - 1 bronzo (staffetta[2]  a Ramsau am Dachstein 1999)

### Coppa del Mondo
- Miglior piazzamento in classifica generale: 16ª nel 2007
- 13 podi (1 individuale, 12 a squadre[3])[4]:
  - 6 vittorie (a squadre)
  - 3 secondi posti (a squadre)
  - 4 terzi posti (1 individuale, 3 a squadre)

#### Coppa del Mondo - vittorie
| Data             | Località             | Nazione   | Spec.                                                                     |
| ---------------- | -------------------- | --------- | ------------------------------------------------------------------------- |
| 19 gennaio 2003  | Nové Město na Moravě | Rep. Ceca | 4 × 5 km (con Manuela Henkel, Claudia Nystad ed Evi Sachenbacher-Stehle)  |
| 23 marzo 2003    | Falun                | Svezia    | 4 × 5 km (con Manuela Henkel, Claudia Nystad ed Evi Sachenbacher-Stehle)  |
| 23 gennaio 2005  | Pragelato            | Italia    | TS TC (con Claudia Nystad)                                                |
| 18 dicembre 2005 | Canmore              | Canada    | TS TC (con Manuela Henkel)                                                |
| 17 dicembre 2006 | La Clusaz            | Francia   | 4 × 5 km (con Stefanie Böhler, Claudia Nystad ed Evi Sachenbacher-Stehle) |
| 25 marzo 2007    | Falun                | Svezia    | 4 × 5 km (con Stefanie Böhler, Claudia Nystad ed Evi Sachenbacher-Stehle) |

Legenda:

TC = tecnica classica

TS = sprint a squadre